# Стефан Попов (писател)
Вижте пояснителната страница за други личности с името Стефан Попов.
Стефан Савов Попов е български писател, философ и общественик от средите на българската емиграция в изгнание след 1944 г. Според Петър Увалиев: „единственият наш мислител, който имаше какво да каже на света, но най-вече като българин“.

## Биография
Стефан Савов Попов е роден на 24 януари 1906 г. в София. През 1910 г. семейството му се мести в Русе, където баща му е назначен за директор на Висшия педагогически курс за учители. В Русе Стефан Попов учи в немското католическото училище „Св. Йосиф“ – немски, френски и английски. Започва гимназиалното си образование в Русе, но тогава баща му е назначен в Министерство на образованието и семейството се завръща в София, където Стефан завършва гимназия.
Стефан Попов е един от учредителите на Българския планински клуб (БПК) през 1929 г., което се приема за начало на организирания алпинизъм в България. По спомени на присъствалите той е бил душата на идеята за създаването на клуба; избран е за негов председател (1929 – 1931), а после за секретар (1931 г.). След 1925 г. публикува в изданията „Млад турист“, „Български турист“, „Народ“, „Слово“, „Отечество“, „Утре“, „La Bulgarie“, „Юридическа мисъл“.
През 1930 г. завършва право в Софийския университет и работи като асистент на проф. Йосиф Фаденхехт, а по-късно и като адвокат на свободна практика.
През май 1932 година Попов започва много активна обществена дейност като журналист и редактор, основател и лидер на профашисткия интелектуален кръг „Млада България“. Той е силно повлиян от междувоенния германски национален консерватизъм и от националсоциализма, по-специално от работите на Артур Мьолер ван ден Брук, които определя като „политическо откровение“. Като главен редактор на списание „Млада България“ неговата критика на либерализма и подкрепа за фашистките социални реформи оказва силно влияние върху държавната доктрина на авторитарния режим след средата на 30-те години. През 1938 – 1939 година Попов е редактор и на издавания от Ратничеството за напредък на българщината списание „Пролом“.
През 1940 г. Попов приема поста аташе по печата в Българското посолство в Берлин, където работи до 1942 г. После работи в българската легация в Будапеща, а от 1943 г. – в Берн. Попов има широки познанства в българския артистичен, културен и политически елит, а дипломатическата му работа го прави приет член на висшето европейско общество – факт, от които се възползва максимално, за да се докосне до великите умове и културните върхове на своето време.
След съветската окупация в България Попов остава емигрант, живее в Швейцария, Париж и Мюнхен. През 1950 година е избран в първото централно ръководство на емигрантската организация Български национален фронт, но напуска организацията при нейното разцепление през 1959 година. От 1951 г. е възпитател на Симеон II в Мадрид в Испания, но през 1953 напуска двора в изгнание, за което свидетелства негово писмо до царица Йоанна. Много години е активен в емигрантските среди, говорител в Радио „Свободна Европа“ и дългогодишен главен редактор на българската секция на „Гласът на Америка“. Основател и председател на българското академично дружество „Д-р П. Берон“ обединило български учени-емигранти.
Стефан Попов изучава европейската история, философия, култура и изкуство и издава редица статии и няколко книги, които са признати за първокачествен стандарт в областта на философията на историята.
Умира на 20 октомври 1989 г. в Мюнхен. Преди няколко години прахът му е донесен в България и погребан в Софийските централни гробища. Съпругата му Тина Стефан Попова умира на 11 ноември 2005 г. в Мюнхен.